# Tonus vagal
Le tonus vagal fait référence à l'activité du nerf vague, une composante fondamentale du versant parasympathique du système nerveux autonome. Ce dernier est en grande partie responsable de la régulation de plusieurs compartiments corporels au repos. Jusqu'il y a peu on pensait qu'il n'était pas sous contrôle conscient, mais des études récentes par la méthode de Wim Hof ont montré que l'activation consciente du système nerveux autonome est possible. L'activité vagale entraîne divers effets, notamment : réduction du rythme cardiaque, vasodilatation/constriction des vaisseaux, activité glandulaire dans le cœur, les poumons et le tube digestif, ainsi que contrôle de la sensibilité, de la motilité et de l'inflammation du tube digestif.
Dans ce contexte, le tonus vagal fait spécifiquement référence à la nature continue de l'action parasympathique de base que le nerf vague exerce. Bien que l'activité vagale de base soit constante, le degré de stimulation qu'il exerce est régulé par un équilibre des activités des versants sympathique et parasympathique du système nerveux autonome. Malgré la dualité décrite, le tonus vagal refléterait principalement le niveau général d'activité parasympathique. Le tonus vagal est généralement considéré dans le contexte des fonctions cardiaques, mais il est également utile pour évaluer la régulation émotionnelle et d'autres processus qui modifient ou sont altérés par l'activité parasympathique,.
La mesure du tonus vagal, sa quantification ou son estimation peuvent être effectuées à l'aide de procédures invasives ou non invasives. La stimulation vagale peut se faire par des techniques électriques, soit invasives via des stimulateurs et électrodes implantées chirurgicalement, soit non invasives via des électrodes cutanées placées notamment sur le trajet du nerf dans le cou ou au niveau de l'oreille, y stimulant la branche auriculaire du nerf vague. Des manœuvres vagales permettent, quant à elles, de stimuler transitoirement le tonus vagal.
Certaines techniques non invasives sont largement utilisées, telle la pratique de la cohérence cardiaque qui repose sur l'étude de la fréquence cardiaque et la mesure de la variabilité de cette fréquence cardiaque,,. Lors d'une séance de cohérence cardiaque, une respiration régulière à un rythme de 6 cycles inspiration-expiration par minute, va moduler la fréquence cardiaque via une action sur le nerf vague. Cette technique fait appel à la notion d'arythmie respiratoire sinusale : l'inspiration accélérant la fréquence cardiaque via une diminution du tonus vagal et l'expiration ayant des effets opposés.

## Quantification non invasive du tonus vagal
Dans la majorité des cas, le tonus vagal n'est pas directement mesuré. La procédure la plus courante pour sa quantification consiste à étudier les processus altérés par le nerf vague, en particulier la fréquence cardiaque et la variabilité de la fréquence cardiaque. En règle générale, l'augmentation du tonus vagal (et donc de l'activité vagale) est associée à une fréquence cardiaque diminuée et plus variable. La variabilité de la fréquence cardiaque se mesure en comparant l'augmentation de fréquence lors de l'inspiration profonde, par rapport à la diminution lors d'une expiration profonde. Lors du test d'inclinaison orthostatique progressive du corps, la diminution du tonus vagal est physiologique y est décrite comme un indicateur de la bonne santé cardiovasculaire.

### Innervation vagale du cœur
La fréquence cardiaque est largement contrôlée par l'activité du pacemaker interne cardiaque. Considérant un cœur en bonne santé, le stimulateur principal est une collection de cellules situées à la frontière des oreillettes et de la veine cave, appelée nœud sinusal. Les cellules cardiaques présentent une automaticité, à savoir la capacité de générer une activité électrique indépendante de la stimulation externe (Tissu cardionecteur). En conséquence, les cellules du nœud génèrent spontanément une activité électrique qui est ensuite conduite dans tout le cœur, ce qui entraîne une fréquence cardiaque régulière.
En l'absence de tout stimulus externe, la stimulation du muscle cardiaque par les fibres nerveuses provenant du nœud sinusal contribue à maintenir la fréquence cardiaque dans une plage de 60 à 100 battements par minute (bpm). Dans le même temps, les deux versants du système nerveux autonome (sympathique et parasympathique) agissent de manière complémentaire en augmentant ou en ralentissant la fréquence cardiaque. Dans ce contexte, le nerf vague agit sur le nœud sinusal en ralentissant son rythme, y modulant ainsi activement le tonus vagal. Cette modulation est médiée par l'acétylcholine, un neurotransmetteur, entraînant des modifications en aval au niveau des courants ioniques et du calcium des membranes des cellules cardiaques.
Étant donné que le nerf vague joue un rôle crucial dans la régulation de la fréquence cardiaque en modulant la réponse du nœud sinusal, le tonus vagal peut être quantifié en explorant la modulation de la fréquence cardiaque induite par les changements du tonus vagal. Ce type d'analyse permet d'étudier le tonus vagal au moyen de plusieurs techniques non invasives basées sur la variabilité de la fréquence cardiaque.

### Arythmie respiratoire sinusale
L'arythmie respiratoire sinusale (ARS) est généralement une variation naturelle et bénigne de la fréquence cardiaque qui se produit à chaque cycle respiratoire. Plus précisément, la fréquence cardiaque augmente pendant l'inspiration et diminue pendant la période d'expiration. L'ARS a d'abord été reconnue par Carl Ludwig, mais sa genèse et sa compréhension sont encore largement discutées. L'ARS est observée chez l'homme dès les premiers stades de la vie et jusqu'à l'âge adulte,. De plus, l'ARS est un mécanisme qui peut être systématiquement retrouvé chez plusieurs espèces,,.
Lors de l'inspiration, la pression intra-thoracique diminue en raison de la contraction et du mouvement descendant du diaphragme (respiration diaphagmatique) et de l'expansion de la cavité thoracique. La pression auriculaire est également abaissée, ce qui permet une augmentation du flux sanguin vers le cœur. Une telle augmentation du volume sanguin vers les cavités cardiaques déclenche la stimulation de barorécepteurs qui diminuent le tonus vagal, accélérant ainsi la fréquence cardiaque.
À l'opposé, lors de l'expiration, le diaphragme se détend et, en montant, le volume de la cavité thoracique diminue, entraînant une augmentation ultérieure de la pression intra-thoracique. Cette augmentation de la pression inhibe le retour veineux dans le cœur, entraînant à la fois une réduction de l'expansion auriculaire et une activation moindre des barorécepteurs. Il s'ensuit que le tonus vagal n'est pas freiné, comme lors de l'inspiration, de sorte qu'il exerce sa pleine capacité à ralentir le rythme cardiaque.

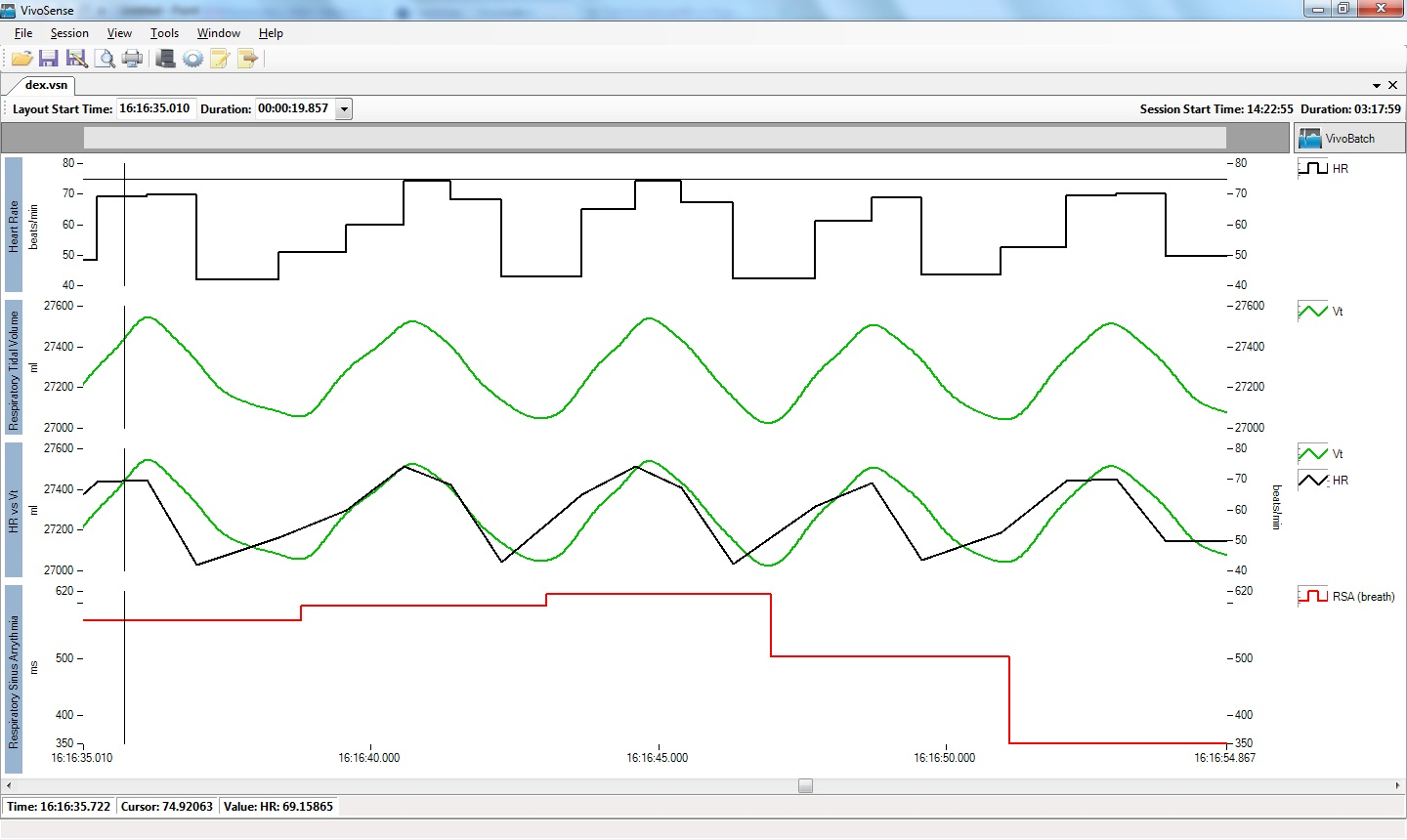
Fréquence cardiaque (FC) (première ligne), volume courant (Vt) (deuxième ligne), Vt et FC superposés (troisième ligne). La modulation HR est clairement visible: la fréquence cardiaque augmente avec l'inspiration et diminue avec l'expiration.

Fréquence cardiaque (FC) (première ligne), signal ECG (ECG) (deuxième ligne) et respiration (troisième ligne). Enregistrement de 15 secondes chez un nouveau-né. La FC exprime des oscillations synchrones par rapport à la respiration.

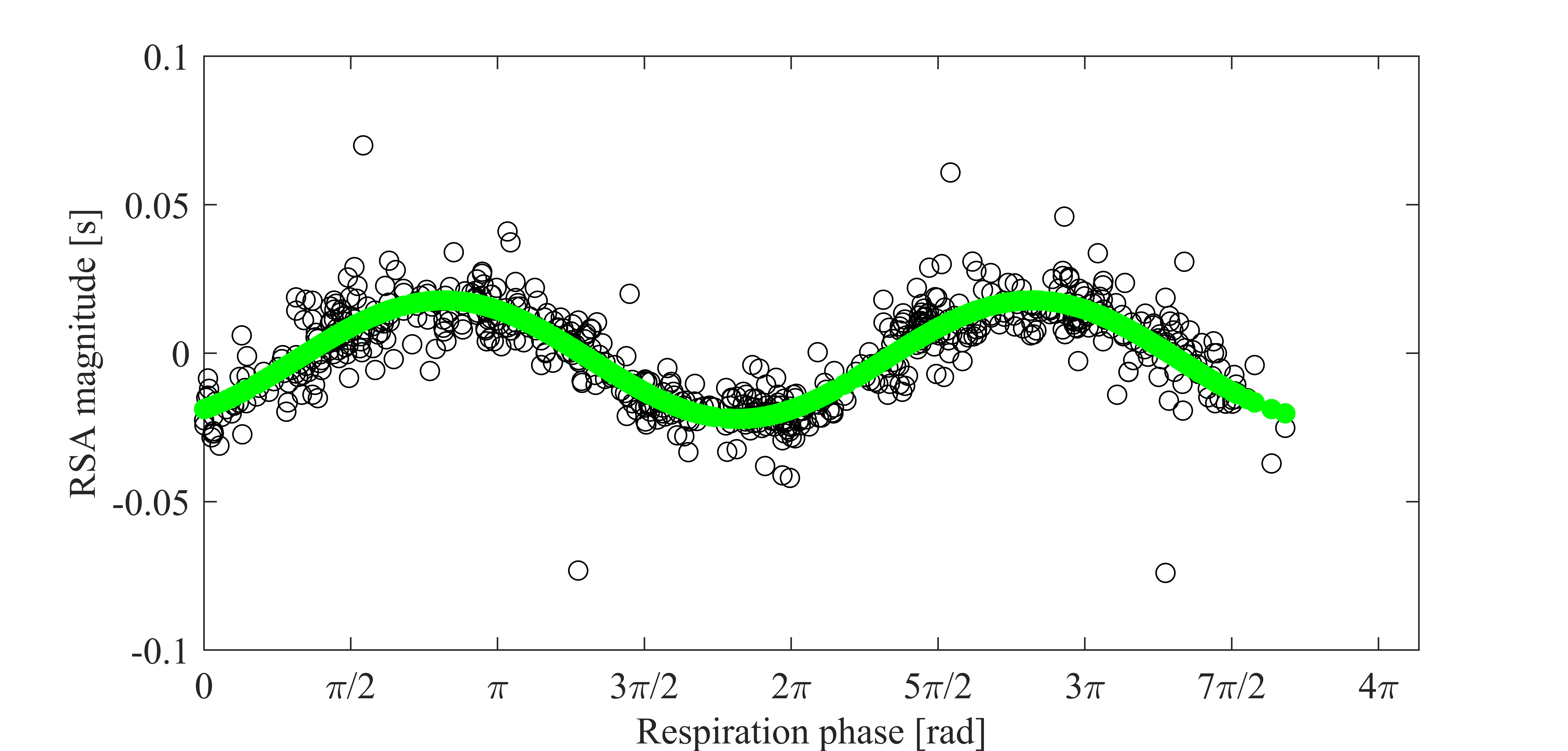
Estimation de la magnitude RSA basée sur une approche multivariée basée sur une analyse conjointe de l'ECG et de la respiration. La ligne verte indique les variations de la fréquence cardiaque moyennes sur plusieurs cycles respiratoires. Il s'agit clairement d'une tendance à l'augmentation ou à la diminution de la fréquence cardiaque caractéristique du RSA.

#### L'ARS en tant qu'estimateur de tonus vagal
Comme décrit précédemment, il est maintenant établi que les deux versants du système nerveux autonome s'influencent réciproquement et indépendamment, de sorte que de plus en plus de mesures capables de discriminer les deux contributions ont été développées. Ces dernières années, plusieurs études ont été publiées qui soulignaient la mesure de l'ARS en tant qu'outil fiable pour étudier le tonus vagal de manière non invasive. Ces enquêtes englobent des études physiologiques, comportementales ou cliniques,,. Le principal avantage de la mesure du tonus vagal par l'ARS est que ces informations peuvent facilement être dérivées d'un simple enregistrement électrocardiographique (ECG). Dans le même temps, de nouvelles méthodologies ont commencé à traiter la quantification de l'ARS par une approche multivariée, ne prenant donc pas en compte uniquement l'ECG mais l'interrelation entre l'ECG et la respiration,.
La quantification du tonus vagal au moyen de l'ARS a été mise en doute par de nombreux auteurs,. Il a été avancé que l'ARS est sans équivoque liée au contrôle vagal mais il est également clair qu'elle est déterminée par deux mécanismes différents, à savoir : le tonus vagal et le composant vagal phasique. Les processus précédents présentent des dynamiques et des origines différentes, de sorte qu'il est crucial de pouvoir différencier leurs contributions à l'ARS. En outre, il a été observé que les composants toniques et phasiques sont distincts mais pas complètement indépendants les uns des autres.
Malgré les limites actuelles de la quantification de l'ARS, on la considère comme un indicateur prometteur, non invasif et fiable du contrôle cardiaque par le nerf vague, constituant donc un estimateur indirect du tonus vagal.

#### Découvertes biologiques
La principale hypothèse susceptible d'expliquer la corrélation entre l'ARS et le tonus vagal décrit l'ARS comme une fonction de repos intrinsèque du système cardiopulmonaire. La théorie suggère que, chez les animaux et les humains, l'ARS pourrait éventuellement contribuer à des économies d'énergie pour les systèmes cardiaque et respiratoire, réduisant ainsi le rythme cardiaque et le nombre de pulsations associées. De plus, l'ARS pourrait économiser des dépenses énergétiques en supprimant toute ventilation inefficace au cours de la perfusion (circulation du sang des artères vers les capillaires afin d'assurer l'oxygénation et la nutrition des tissus),.
Dans les domaines physiologiques, on a constaté que l'ARS augmentait chez les sujets en état de repos et diminuait en état de stress ou de tension, augmentait en position couchée et diminuait en position debout. Elle est, en moyenne, plus élevée et plus prononcée le jour par rapport à la nuit. Elle a également été largement utilisée pour quantifier la diminution du tonus vagal lors d'une manœuvre d'inclinaison orthostatique progressive,.
En règle générale, l'expression de l'ARS diminue avec l'âge: elle est plus prononcée chez les enfants et son ampleur a tendance à disparaître progressivement avec l'âge. Cependant, les adultes en excellente santé cardiovasculaire, tels que les coureurs d'endurance, les nageurs et les cyclistes, sont susceptibles d'avoir une ARS plus prononcée. Les athlètes professionnels maintiennent en moyenne un tonus vagal très élevé et, par conséquent, des niveaux d'ARS plus élevés. On a constaté qu'elle diminue chez les personnes atteintes de diabète ou de maladies cardiovasculaires.
La majorité des recherches sur le tonus vagal dans le domaine physiologique (comportement social, interactions sociales et psychologie humaine) ont été axées sur les nouveau-nés et les enfants. Le plus rationnel est d'étudier le fonctionnement adaptatif des enfants dans un cadre quantitatif et fiable. Habituellement, les chercheurs concentrent leur attention sur la détection initiale du tonus vagal, qu'ils considèrent comme un prédicteur potentiel du comportement ou examinent sa relation avec la santé mentale (notamment la régulation des émotions, l'anxiété et les troubles d'intériorisation ou d'extériorisation).
La théorie Polyvagale de Porges est considérée comme le modèle le plus influent capable de décrire les différences entre le tonus vagal basal à l'état d'équilibre et la réactivité vagale en réponse à des stimuli externes,,. Le modèle décrit les modifications du tonus vagal, via une mesure différentielle entre l'état de repos et l'activation du tonus vagal au cours de l'état d'attention. La théorie stipule qu'une régulation vagale idéale est caractérisée par la suppression ou la diminution de l'ARS lors de tâches d'attention conduisant à une augmentation du métabolisme associée à une augmentation de la fréquence cardiaque.
Malgré l'hypothèse d'un lien entre la réduction du tonus vagal et le fonctionnement social, telle qu'énoncée par la théorie de Porges, les chercheurs se sont principalement concentrés sur l'analyse du tonus vagal basal. Une ARS de base est inférieure chez les enfants atteints de troubles du spectre autistique par rapport aux contrôles sains. La recherche indique que les enfants dont l'attachement est plus sûr avec leur mère manifestent une plus grande réactivité, une inhibition sociale moindre et un tonus vagal plus élevé, soulignant l'effet régulateur du nerf vague, ainsi que la quantification du tonus vagal, au moyen de l'ARS, en tant que prédicteur des fonctions sociales et émotionnelles.

### Paramètres supplémentaires de variabilité de la fréquence cardiaque
L'estimation du tonus vagal basée sur la fréquence cardiaque est quantifiable par plusieurs paramètres plutôt que par l'utilisation de l'ARS uniquement. Des exemples sont des index de variabilité, battement à battement, tels que RMSSD, rapportés par le groupe de travail de la Société Européenne de Cardiologie et de la Société du Rythme Cardiaque. La Variabilité de fréquence cardiaque dans la gamme de 0,15 à 0,4 Hz quantifie le tonus vagal en fonction du spectre de variabilité de la fréquence cardiaque. Dans le contexte spécifique de la réponse du tonus vagal à l'inclinaison brutale du corps,passant de la position horizontale à la position verticale, tête en haut, une mesure de la variabilité d'un rythme à l'autre (RMSSD) a montré des baisses significatives rapportées par Myers. Une autre méthode utilisée pour quantifier l'activité vagale consiste à calculer la composante spectrale haute fréquence de la densité spectrale de la variabilité de la fréquence cardiaque,. Un exemple de cette dernière méthodologie est le changement d'équilibre sympathico-vagal au cours de l'hypnose. Les résultats indiquent que l'hypnose affecte la variabilité de la fréquence cardiaque, modifiant l'interaction sympathico-vagale dans le sens d'un accroissement de l'activité parasympathique et d'une réduction du tonus sympathique.

## Augmentation du tonus vagal
L'augmentation du tonus vagal et surtout la régulation de l'équilibre entre les systèmes nerveux autonomes sympathique et parasympathique participent à l'amélioration de nombreuses variables physiologiques. La santé en général et en particulier les fonctions cardio-pulmonaires, digestives, immunitaires sont tributaires d'un tonus vagal adéquat.

### Manœuvres vagales
Via des manœuvres vagales on arrive à stimuler le nerf vague et, par conséquent, à augmenter transitoirement le tonus vagal.

### Stimulation vagale
Les techniques de stimulation vagale, via des stimulateurs implantés ou via des dispositifs de stimulation transcutanée, permettent d'augmenter le tonus vagal et de réduire le tonus orthosympatique.

### Cohérence cardiaque
La pratique de la cohérence cardiaque, en augmentant notamment la variabilité de la fréquence cardiaque (VFC), est un excellent moyen non seulement de quantifier le tonus vagal, mais également de l'augmenter. La VFC est une mesure assez fiable dans plusieurs champs tels que : les réponses physiologiques liées aux émotions et aux stress. Cette VFC est un bon reflet des risques cardio-vasculaires et de mortalité. En outre, on y a recours de plus en plus dans le domaine de l'entraînement sportif, notamment pour évaluer les états de fatigue et éviter le surentraînement.

## Tonus vagal et santé
Maintenir une variabilité cardiaque élevée est utile afin de garantir la meilleure santé possible.
Mesurer cette variabilité cardiaque fournit également un excellent indicateur permettant d'évaluer la santé d'une personne.
Ainsi, les patients possédant un bon tonus vagal vivent plus longtemps et dans de meilleures conditions, y compris ceux qui souffrent d'un cancer, car ils ressentent moins la fatigue, l'angoisse, la douleur, la dépression et les infections.
Des tests sont actuellement en cours pour déterminer la meilleure méthode de stimulation du nerf vague afin d'améliorer la variabilité cardiaque. La pratique de la cohérence cardiaque constitue une méthode aisée et efficace stimulation. Des dispositifs externes assurant une stimulation vagale sont également à l'étude.

### Cancers
Les personnes atteintes d'un cancer qui possèdent un nerf vague actif vivent plus longtemps et bénéficient d'une meilleure qualité de vie, selon une récente étude menée par Marijke De Couck, professeure de la VUB et de la Haute école Odisée, qui affirme : "L'espérance de survie de patients atteints d'un cancer du pancréas métastasé double, de 64 jours à 133,5, si leur variabilité cardiaque est élevée".
Le constat est similaire pour d'autres types de cancers, comme celui des poumons, du côlon ou du foie, par exemple. "Chez les patients dont le nerf vague a été sectionné, on observe même un risque plus élevé de cancer du côlon, de la prostate et de l'estomac et plus de décès dus à un cancer du poumon".

### Chez le nourrisson prématuré
Un nombre croissant d'études ont montré que des anomalies de l'environnement électrique et électromagnétique pouvait affecter l'« équilibre autonome » des organismes vivant, et donc leur homéostasie. Chez l'être humain le nerf vagal joue un rôle dans l'équilibre dynamique entretenu par le jeu des systèmes sympathiques et parasympathiques. 

On a notamment récemment montré que le fait de connecter électriquement à la terre un corps humain adulte (portant des chaussures isolantes à semelles de caoutchouc ou plastique, ou placé dans un environnement artificiel isolé de la terre) réduit son potentiel cutané, et améliore dans le même temps son tonus vagal (TV).
Le prématuré passe ses premiers, jours, semaines ou mois de vie dans le monde dans une unité de soins néonataux intensifs où les matériaux plastiques (source d'électricité statique) et les champs électriques produits par les équipements électriques et électroniques qui l'entourent induisent un potentiel électrique important, mesurable sur la peau du bébé (par rapport à la Terre). 

En 2004, 3 chercheurs ont montré que le prématuré en couveuse est exposé à un champ électromagnétique artificiel très différent de celui que l'on trouverait dans le milieu naturel au niveau du sol : dans «l'environnement général» des unités de soins, la densité de flux magnétique, liée à la fréquence du réseau (50 Hz) est généralement inférieures à 0,2 micro-teslas (microT), mais elle s'élève nettement dans les zones situées à 20 à 30 cm de proximité des équipements médicaux, de même que dans l'environnement du système de chauffage ouvert des couveuses. Ces chercheurs ont aussi mesuré le contenu harmonique total de cet environnement sur la gamme de fréquences 100-800 Hz. Les valeurs observées dans cette bande étaient négligeables pour la plupart de l'espace de l'unité de soins, sauf près des équipements médicaux, avec à l'intérieur des incubateurs ouverts ou fermés des différences liées à la position du système de commande électronique, du générateur d'énergie de chauffage et de son conducteur d'enroulement, et de la prise principale (220 V dans ces cas). Cette étude a mesuré la densité de flux magnétique pour plusieurs types de systèmes de chauffage pour nourrissons et pour plusieurs types d'incubateurs. 

Passsi & al. (2017) ont mesuré deux paramètres électromagnétiques susceptible d'interférer avec le Tonus vagal (dont on sait que sa diminution est un facteur de risque d'entérocolite nécrosante) :
1. la densité de flux magnétique environnemental (DFM) (dans et autour des couveuses) : elle était de moins de 0,5 mG dans l'environnement, mais variait de 1,5 à 12,7 mG dans un incubateur fermé[38] ;
2. la tension cutanée : elle a été mesurée sur la peau des prématurés. Un potentiel oscillant de 60 Hz a été enregistré sur la peau de tous les nourrissons. Après mise à la terre du bébé (via un patch conducteur), cette tension chutait d'environ 95% [38].

Les auteurs ont constaté que dans tous les cas, le tonus vagal (TV), avant la mise à la terre, était inversement corrélée au potentiel cutané. 
Après la mise à la terre le TV moyen a ensuite augmenté de 67% puis est revenu au niveau qu'il avait avant la mise à la terre.

Lors de cette expérience, il a aussi été confirmé que chez le prématuré non relié à la terre, le potentiel cutané (mesuré sur la peau) module négativement la fréquence cardiaque. 

## Voir également